# 馬帕拉胡山
9°27′00″S 77°18′12″W / 9.45000°S 77.30333°W
馬帕拉胡山（Maparaju），是秘魯的山峰，位於該國北部安卡什大區，由瓦拉斯省和瓦里省負責管轄，屬於布蘭卡山脈的一部分，海拔高度5,326米。